# Halocoryza maindroni
Halocoryza maindroni is een keversoort uit de familie loopkevers (Carabidae). De wetenschappelijke naam van de soort is voor het eerst geldig gepubliceerd in 1919 door Alluaud.